# شيكينهو
شيكينهو (مواليد 5 فبراير 2000) هو لاعب كرة قدم برتغالي يلعب في مركز الجناح في نادي وولفرهامبتون واندررز.